# Вівчарик жовтий
Вівча́рик жовтий (Phylloscopus cebuensis) — вид горобцеподібних птахів родини вівчарикових (Phylloscopidae). Ендемік Філіппін.

## Опис
Довжина птаха становить 11 см. Голова і верхня частина тіла жовтувато-оливково-зелені, нижня частина тіла білувата. Горло жовте, над очима довгі «брови».

## Підвиди
Виділяють три підвиди:
- P. c. luzonensis Rand & Rabor, 1952 — північ і центр Лусону;
- P. c. sorsogonensis Rand & Rabor, 1967 — південь Лусону;
- P. c. cebuensis (Dubois, AJC, 1900) — острови Себу і Негрос.

## Поширення і екологія
Жовті вівчарики поширені на островах Лусон, Себу і Негрос. Вони живуть у рівнинних і гірських вологих тропічних лісах.